# 부천양지초등학교
부천양지초등학교는 대한민국 경기도 부천시 소사구에 있는 공립 초등학교이다.

## 학교 연혁
- 2005. 04. 22 경기도 학교 설립 계획에 의거 부천양지초등학교 설립
- 2006. 03. 01 초대 남동희 교장 부임
- 2006. 03. 01 부천양지초등학교 개교(19학급)
- 2007. 02. 14 제1회 졸업식 남 56명, 여 55명 계 111명
- 2007. 03. 01 22학급(특수 1학급 포함), 유치원 1학급 편성
- 2008. 03. 01 25학급(특수 1학급 포함), 유치원 1학급 편성
- 2009. 03. 01 26학급(특수 2학급 포함), 유치원 1학급 편성
- 2011. 03. 01 23학급(특수 2학급 포함), 유치원 1학급 편성
- 2012. 03. 01 27학급(특수 2학급 포함), 유치원 1학급 편성
- 2012. 12. 31 다목적 강당 완공
- 2013. 03. 01 24학급(특수 2학급 포함), 유치원 1학급 편성
- 2014. 02. 28 제8회 졸업식 - 남: 67명, 여: 42명 계 109명 (총798명)
- 2014. 03. 01 22학급(특수 1학급 포함), 유치원 1학급 편성
- 2014. 03. 01 제4대 김원희 교장 부임
- 2015. 04. ?? 리딩게이트 운영 시작

## 참고 자료
- 부천양지초등학교 - 한국교육학술정보원 학교알리미